# Drôle de vie (Vailland)
Pour les articles homonymes, voir Drôle de vie.
Drôle de vie est un récit biographique écrit par Élisabeth Vailland, sur sa vie et en particulier sur la vie partagée avec son mari l'écrivain Roger Vailland, écrit en collaboration avec le journaliste Philippe Garbit.

## Présentation
Drôle de vie (sous-titré Une passion avec Roger Vailland) relate le parcours d'Élisabeth Vailland, de sa naissance en Italie jusqu'à sa vie à Meillonnas après la mort de son mari Roger Vailland.

## Contenu et synthèse
Élisabeth Naldi est née à Bologne en 1916, fille d'une exilée russe juive et d'un italien. Elle rencontre l'écrivain français Roger Vailland en 1949 à Paris chez des amis communs. Ce sont deux éclopés de la vie et de l'amour. Roger Vailland sort d'une passion dévorante avec celle qu'il appelait 'Boule'. Elle a trente-trois ans, a fait de la scène dans sa jeunesse, a été mariée deux fois et s'est engagée dans la Résistance en Italie. Il est écrivain, communiste, libertin, il émerge de la drogue. Ensemble, ils vivent une nouvelle passion à travers une existence marquée par la littérature et la politique et aussi à ce que Vailland lui-même nommait « les ballets nocturnes ».
Ils s'installent rapidement à la campagne, près d'Ambérieu-en-Bugey dans l'Ain, fréquentant les paysans du village et des alentours ainsi que les ouvriers de la vallée de l'Albarine. C'est au hameau des Allymes que Roger Vailland va écrire ses deux romans très marqués par sa vie d'alors, Beau Masque et 325 000 francs, puis à Meillonnas près de Bourg-en-Bresse, La Loi qui obtiendra le Prix Goncourt en 1957, La Fête, La Truite. Il meurt à cinquante-sept ans d'un cancer du poumon et Élisabeth reste alors seule dans leur maison de Meillonnas, où elle devient ce qu'elle appellera elle-même la « veuve de l'écrivain ».
Toute leur vie, Élisabeth et Roger auront cherché un bonheur loin des convenances. Avec la liberté de ton d'une femme lucide et pleine de fantaisie, elle raconte dans cet ouvrage, avec un mélange de lucidité et de fantaisie sur sa « drôle de vie » avec puis sans Roger, l'ascèse de l'écriture, le militantisme communiste, l'amitié, leur existence à Meillonnas, les filles et l'alcool quand Roger avait bien travaillé et qu'il était content de l'avancement de son roman...

## Genèse du roman 325.000 francs
Dans son roman, Élisabeth Vailland raconte la genèse du roman de son mari 325.000 francs quand Roger, de retour à Meillonnas, se met immédiatement au travail : 
« Le déjeuner durait vingt minutes. Puis Roger se reposait vingt minutes avec moi, c’était rituel. Alors il disait : Petulanzia, eh ! J’allais préparer le café. […] Les journées très heureuses, Roger pouvait écrire jusqu’à 9 heures du soir, dans le silence le plus total… sinon le travail s’achevait vers 7 heures, 7 heures trente. Un tableau mural témoignait de l’avancée du roman. Ainsi Roger savait combien de pages il avait écrites. […] La moyenne d’écriture devait être d’une dizaine de pages par jour. Lorsque survenait une fête -36 heures environ- zéro page. Heureusement, Roger pouvait tenir un mois, uniquement occupé à écrire. »
325.000 francs est écrit en 43 jours mais ce n’est que la première version et il faudra encore à Roger un temps de repos et un bon mois pour parvenir à la version finale.